# Abies bracteata
Abies bracteata är en tallväxtart som först beskrevs av David Don, och fick sitt nu gällande namn av Pierre Antoine Poiteau. Abies bracteata ingår i släktet ädelgranar, och familjen tallväxter. Inga underarter finns listade i Catalogue of Life.
Barren når en längd av upp till 5 cm och är på ovansidan mörkgröna samt på undersidan silvergröna. Abies bracteata har kottar som är äggformiga med gulbrun färg och en längd av upp till 8 cm. Trädet når en höjd av 25 meter och en bred av 6 meter.
Detta träd förekommer i en bergstrakt i Monterey County och San Luis Obispo County i södra Kalifornien. Arten växer i regioner som ligger 200 till 1600 meter över havet. Abies bracteata hittas på bergstraktens norr och östra sluttningar. Denna ädelgran ingår i städsegröna skogar tillsammans med ekar samt amerikansk sekvoja, sockertall och gultall.
Abies bracteata används inte längre inom skogsbruket. Den förekommer däremot som prydnadsväxt i botaniska trädgårdar. Skogarna där arten ingår är vanligen tillräcklig fuktiga så att de inte drabbas av bränder. Skogarnas ekar drabbas däremot av algsvampen Phytophthora ramorum och de får en sjukdom så att ekarnas antal minskar. På så sätt ökar även risken för bränder. IUCN listar arten som nära hotad (NT).

## Bildgalleri

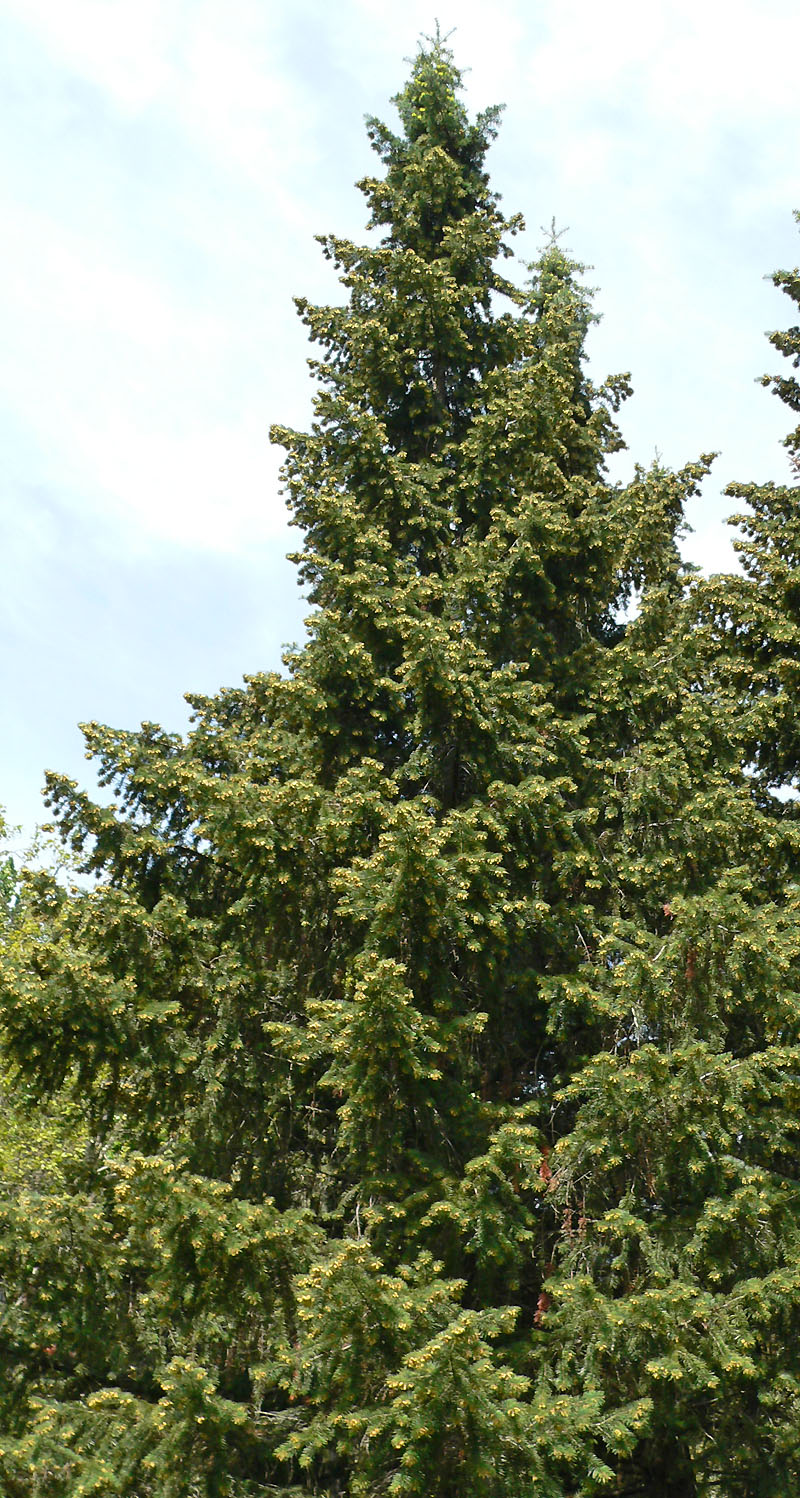
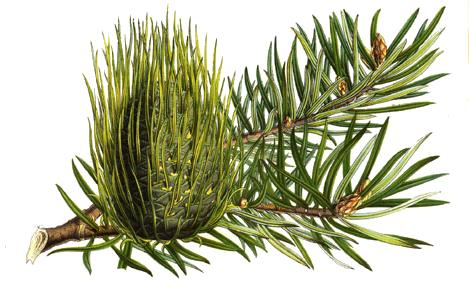
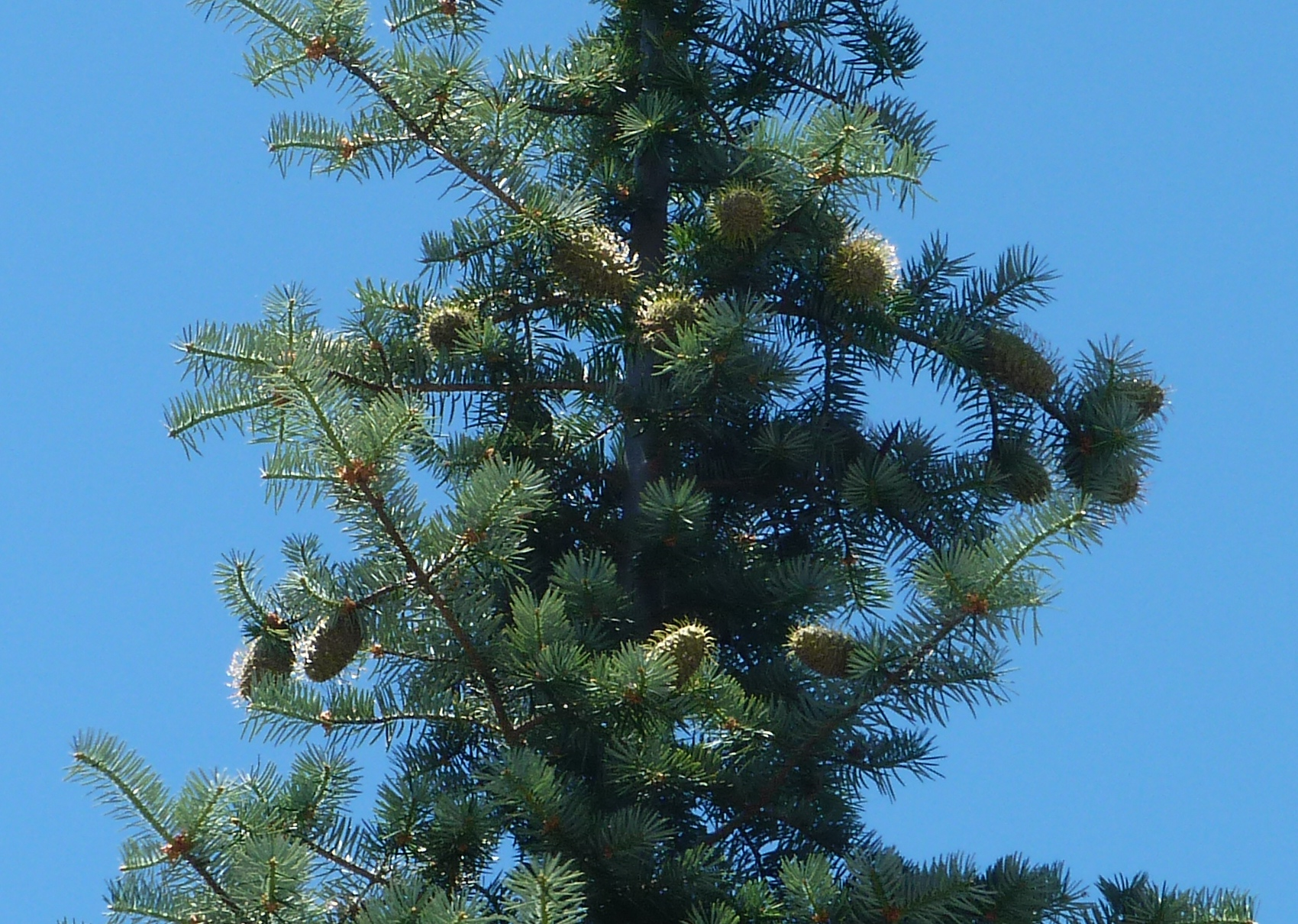
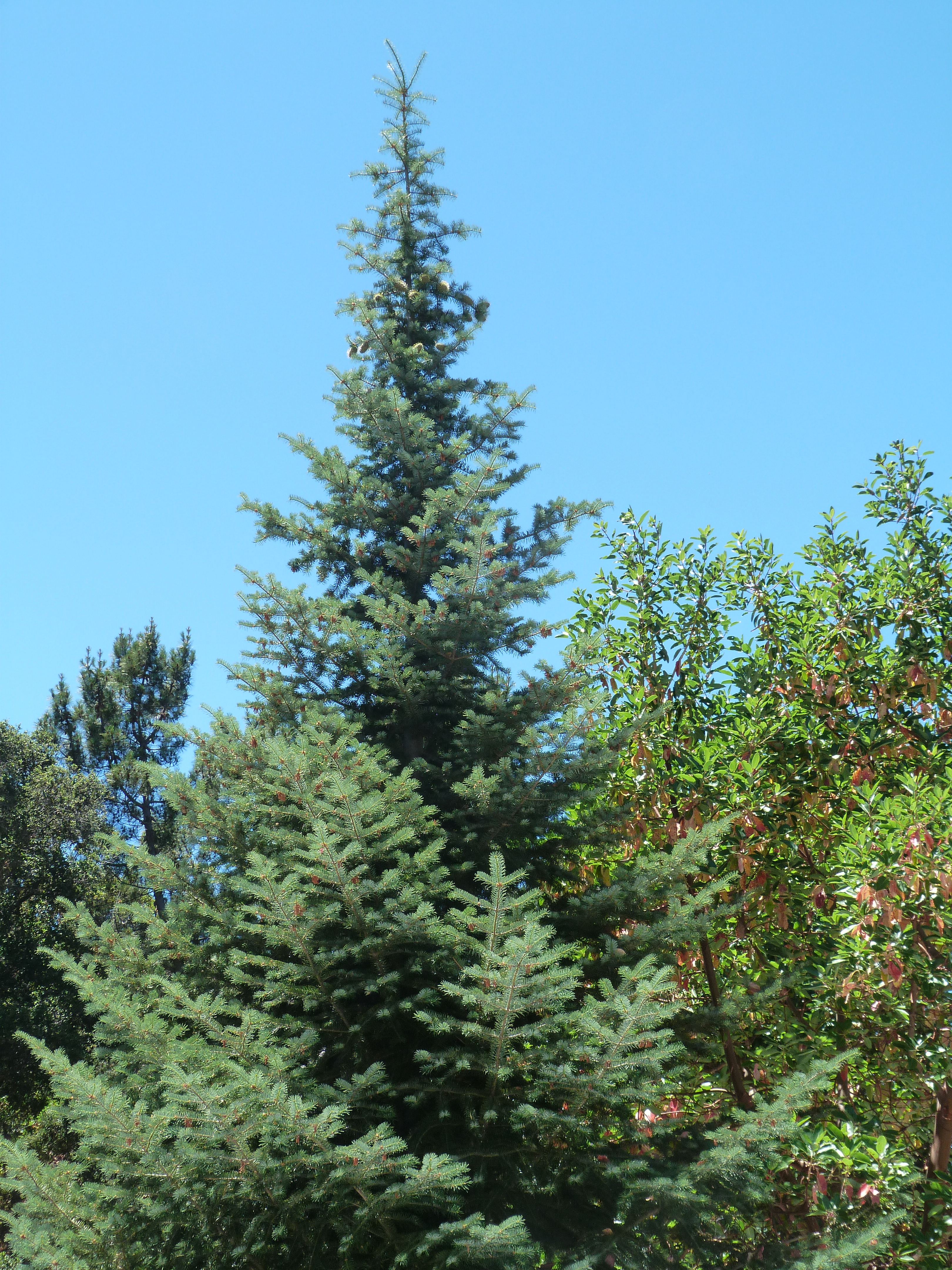
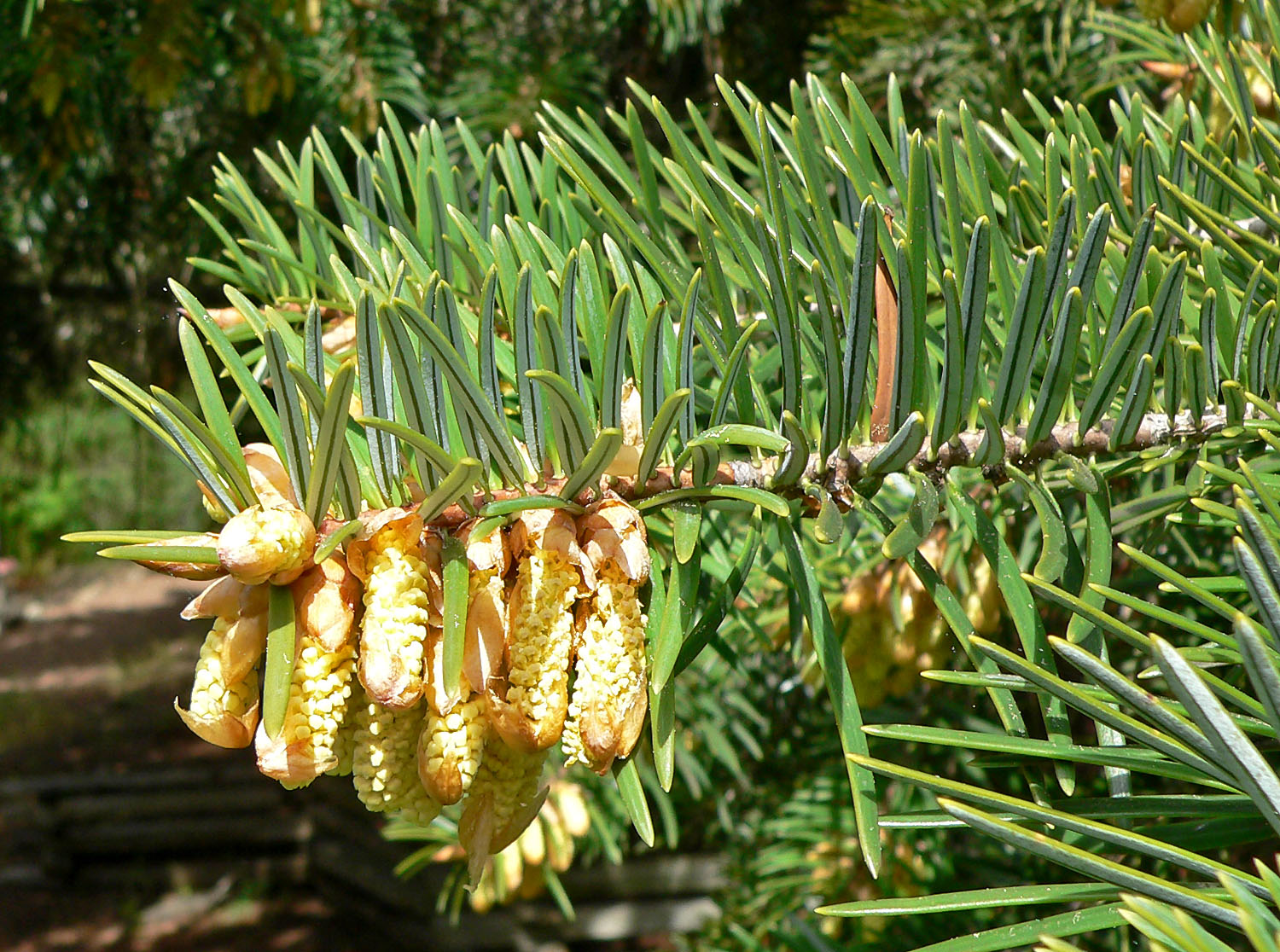
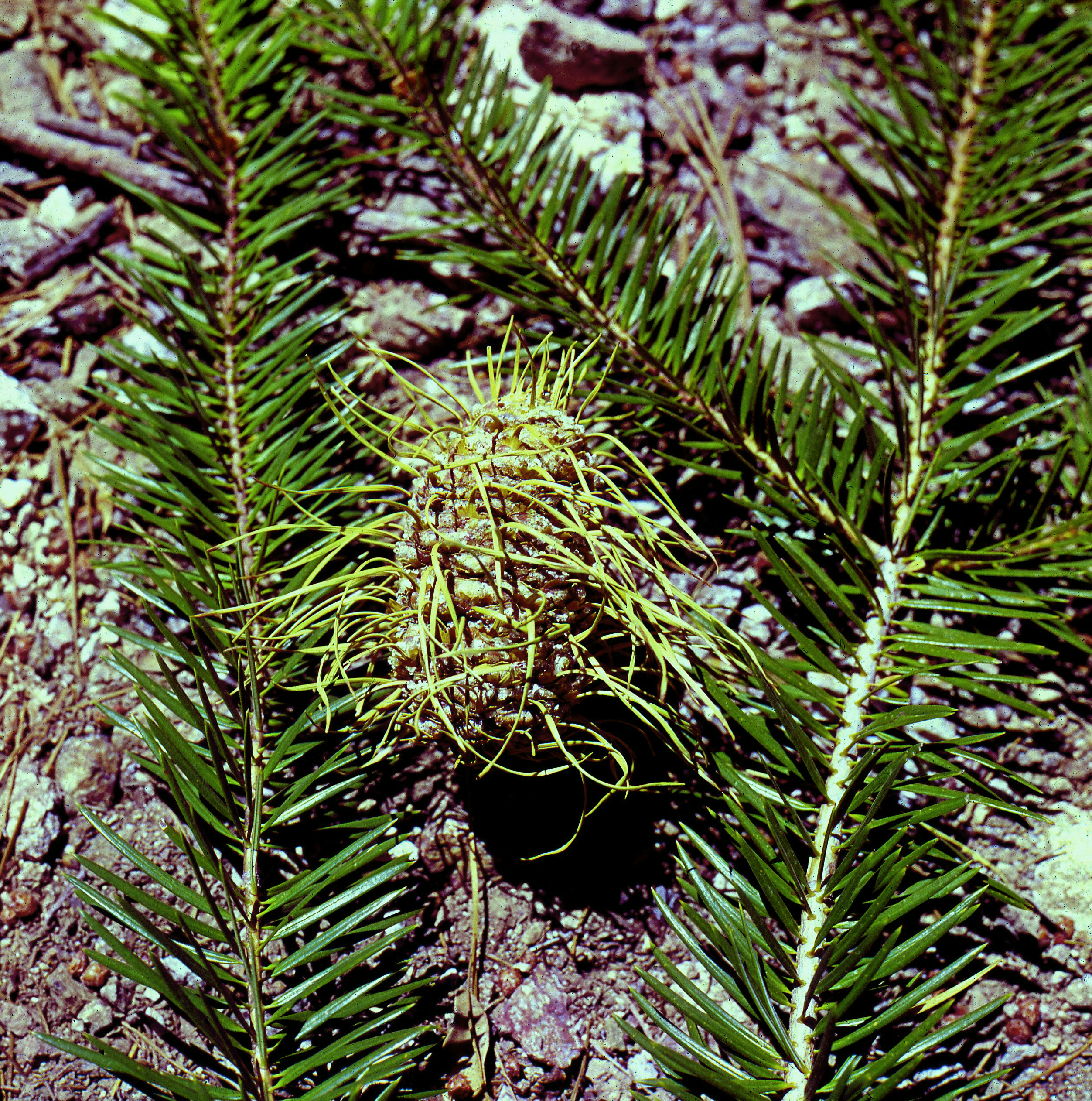